# Arimizu Aki
Aki Arimizu (sinh ngày 10 tháng 8 năm 1999) là một cầu thủ bóng đá người Nhật Bản.

## Sự nghiệp câu lạc bộ
Aki Arimizu đã từng chơi cho Cerezo Osaka.